# ポートハーコート
ポートハーコート (英: Port Harcourt, イクェレ語: Igwecha) はナイジェリア連邦共和国のニジェール・デルタに位置する都市。リヴァーズ州の州都。人口は近隣からの流入により膨らんでおり、2004年に1,133,400人、2005年1月1日で1,148,753人に上る。

## 概要
ポートハーコートはペンテコステ派のキリスト教徒の運動が強い地域でもある。ジリー・アグレイ師の Royal House of Grace International Church や ユージン・オグ師のAbundant Life Evangel Mission といった影響力が強い。

## 歴史
元はイボ人とイジャウの住む土地でイボはイグェ・オチャと呼んでいた。
石炭産業
1912年に石炭の積出港として支配していたイギリスにより開発され、英植民地相 (1910年 - 1915年) の初代ハーコート子爵ルイス・ヴァーノン・ハーコートに因んでポート・ハーコートと名付けられた。当初の港の用途はエヌグからボニー川を経由して運ばれてくる大量の石炭の積み出しだった。1926年には北部のカノへと至る鉄道が開通した。
石油産業と環境汚染
1958年にシェルによるオゴニで原油採掘が始まって以来石油関連産業はこの地に集積されており、現在ではナイジェリアの主要な石油精製都市となっている。他にアジップ、エルフ、ミシュラン、BPといった企業が進出しているが環境対策がなされず、地元に利益が還元されないため度々非難の対象とされてきた。
オゴニ民族生存運動
1995年11月10日にはポートハーコートでシェルと政府に対しオゴニの権利を主張したケン・サロ＝ウィワらオゴニの指導者が処刑された。
イジョ・イツェキリ紛争
2006年2月18日にもイジャウ（イジョ）のニジェール・デルタ解放運動が指導者の解放と利益の還元を求めて外国人誘拐事件を起こして以降、外国系企業への襲撃を活発化させている。

## 産業
三角州上にあるため、釣りと魚市場も産業の1つである。ただし、石油開発に伴い環境が劣化しており、かつてほどの賑わいはなくなりつつある。
市内には、ロイヤル・ダッチ・シェルとシェブロンの事業所がある。石油精製会社としてポートハーコート石油精製会社 (PHRC)がある。

## 住民
- イボ人
- イジョ
- イクウェル

## 気候
ポートハーコートの気候は熱帯モンスーン気候に区分される。
| ポートハーコートの気候                             | ポートハーコートの気候 | ポートハーコートの気候 | ポートハーコートの気候 | ポートハーコートの気候 | ポートハーコートの気候 | ポートハーコートの気候 | ポートハーコートの気候 | ポートハーコートの気候 | ポートハーコートの気候 | ポートハーコートの気候 | ポートハーコートの気候 | ポートハーコートの気候 | ポートハーコートの気候 |
| 月                                                 | 1月                    | 2月                    | 3月                    | 4月                    | 5月                    | 6月                    | 7月                    | 8月                    | 9月                    | 10月                   | 11月                   | 12月                   | 年                     |
| -------------------------------------------------- | ---------------------- | ---------------------- | ---------------------- | ---------------------- | ---------------------- | ---------------------- | ---------------------- | ---------------------- | ---------------------- | ---------------------- | ---------------------- | ---------------------- | ---------------------- |
| 平均最高気温 °C （°F）                             | 32.4 (90.3)            | 33.4 (92.1)            | 32.6 (90.7)            | 32.1 (89.8)            | 31.2 (88.2)            | 30.0 (86)              | 28.8 (83.8)            | 28.7 (83.7)            | 29.3 (84.7)            | 30.2 (86.4)            | 31.3 (88.3)            | 31.8 (89.2)            | 31.0 (87.8)            |
| 平均最低気温 °C （°F）                             | 21.2 (70.2)            | 22.5 (72.5)            | 23.3 (73.9)            | 23.2 (73.8)            | 23.2 (73.8)            | 22.7 (72.9)            | 22.4 (72.3)            | 22.4 (72.3)            | 22.4 (72.3)            | 22.4 (72.3)            | 22.4 (72.3)            | 21.4 (70.5)            | 22.5 (72.5)            |
| 雨量 mm （inch）                                   | 22.2 (0.874)           | 56.5 (2.224)           | 116.3 (4.579)          | 183.6 (7.228)          | 222.7 (8.768)          | 273.3 (10.76)          | 356.5 (14.035)         | 326.8 (12.866)         | 367.1 (14.453)         | 263.1 (10.358)         | 96.9 (3.815)           | 25.9 (1.02)            | 2,310.9 (90.98)        |
| 平均降雨日数                                       | 2.2                    | 4.6                    | 8.6                    | 11.6                   | 14.2                   | 16.5                   | 19.7                   | 19.8                   | 20.1                   | 14.4                   | 5.9                    | 2.1                    | 139.7                  |
| % 湿度                                             | 54.6                   | 57.0                   | 65.3                   | 70.1                   | 74.1                   | 78.5                   | 81.1                   | 81.6                   | 81.3                   | 77.7                   | 69.3                   | 58.5                   | 70.8                   |
| 平均月間日照時間                                   | 142.6                  | 123.2                  | 114.7                  | 132.0                  | 139.5                  | 102.0                  | 77.5                   | 74.4                   | 78.0                   | 102.3                  | 132.0                  | 148.8                  | 1,367                  |
| 平均日照時間                                       | 4.6                    | 4.4                    | 3.7                    | 4.4                    | 4.5                    | 3.4                    | 2.5                    | 2.4                    | 2.6                    | 3.3                    | 4.4                    | 4.8                    | 3.75                   |
| 出典1：World Meteorological Organization           |                        |                        |                        |                        |                        |                        |                        |                        |                        |                        |                        |                        |                        |
| 出典2：NOAA (sun and relative humidity, 1961–1990) |                        |                        |                        |                        |                        |                        |                        |                        |                        |                        |                        |                        |                        |

## 行政区画
- Port Harcourt (local government area)

### グレーターポートハーコート
1. Okrika
2. Obio-Akpor
3. Ikwerre
4. Oyigbo
5. Ogu–Bolo
6. Etche
7. Eleme

## 交通

### 空港
- ポートハーコート国際空港

### 鉄道
マイドゥグリと結ぶ鉄道駅があり、輸送拠点ともなっている。鉄道に関しては、かつてはラゴス行きの列車も運行されていたが、2000年以前に廃止されている。

### フェリー
- ネンベ、ボニー島、ブラス島へ向かうフェリーも運行されている。

## 教育
- ポートハーコート大学（英語版）
- リバーズ州立大学（英語版）
- Ignatius Ajuru University of Education
- Rivers State College of Health Science and Technology

## 文化
美術館や大学が設置されている。

## 姉妹都市
- カンザスシティ（アメリカ合衆国ミズーリ州）